# Pușcă mitralieră Lewis, model 1912
 Pușca mitralieră Lewis, model 1912 a fost o armă de infanterie de calibrul 7,62 mm, din categoria puștilor mitraliere, aflată în înzestrarea Armatei Marii Britanii și a altor armate, în perioada Primului Război Mondial și în perioada interbelică. Pușca mitralieră a fost utilizată și de Armata României, începând cu campania din anul 1917, fiind achiziționate din Franța, un număr total de 61 de bucăți. :p. 56

## Principii constructive
Pușca mitralieră Lewis era o armă bazată pe principiul recuperării energiei de recul a gazelor arse. Avea țeavă ghintuită, zăvorâtă cu port-închizător mobil și închizător rotativ. Țeava era montată într-o cămașă de aluminiu prevăzută cu orificii, prin care era aspirat aerul rece ca urmare a depresiunii care se forma în momentul când glonțul părăsea țeava, realizându-se astfel răcirea sa. Sistemul de alimentare era automat, cu încărcarea cartușelor dintr-un încărcător de tip tambur. Evacuarea tuburilor trase se făcea printr-un orificiu din cutia culatei, cu ajutorul unui mecanism extractor cu gheară. Pușca mitralieră era portabilă, fără tripod, pe timpul acțiunilor militare fiind sprijinită pe două brațe montate în partea din față a țevii. :pp. 68-70